# Héctor Chumpitaz
Héctor Chumpitaz González (San Vicente de Cañete, 12 aprile 1944) è un ex calciatore peruviano, di ruolo difensore.
Con la Nazionale peruviana ha vinto la Copa América 1975 e ha partecipato a due edizioni dei Mondiali (1970 e 1978), dove in entrambi i casi il Perù è stato eliminato ai quarti di finale.
Soprannonimato El Gran Capitán ("Il Grande Capitano") o anche El Capitán de  America, è stato il capitano della nazionale peruviana per 15 anni (1966-1981). Insieme a Elías Figueroa, Daniel Passarella e José Nasazzi è considerato il miglior interprete del ruolo di difensore centrale nel calcio in Sudamerica. Occupa la 35ª posizione nella speciale classifica dei migliori calciatori sudamericani del XX secolo pubblicata per IFFHS nel 2004.

## Caratteristiche tecniche
Difensore, trovava spesso la via della rete (77 gol tra campionato e nazionale).

## Carriera

### Club
Nel 1964 inizia la sua carriera con il Deportivo Municipal. Nel 1966 passa all'Universitario de Deportes e come capitano vince 5 titoli nazionali (1966, 1967, 1969, 1971 e 1974). Partecipa a molte edizioni della Copa Libertadores e conquista un'eccellente reputazione nel calcio continentale; nel 1969 e 1971 viene nominato "Miglior difensore" del Sudamerica. Con la squadra peruviana, ha disputato la finale di Coppa Libertadores 1972 contro Independiente, squadra argentina.
Nel 1973 ha partecipato come capitano di una selezione di all-star CONMEBOL ad un incontro amichevole contro una selezione di all-star UEFA giocata al Camp Nou di Barcellona e finita 4-4. Chumpitaz realizzò il quarto gol. Ai calci di rigore prevalse la selezione CONMEBOL per 7-6. Nella squadra UEFA giocarono anche Cruijff, Eusébio e Beckenbauer; nella CONMEBOL giocarono Cubillas, Rivelino, Brindisi ed altri.
Nel 1975 sbarca in Messico, all'Atlas per due stagioni.
Nel 1977 torna in patria, allo Sporting Cristal, con cui vince 3 titoli nazionali (1979, 1980, 1983). Al termine della stagione 1984 Chumpitaz decide di ritirarsi dall'attività agonistica.

### Nazionale
Esordì in Nazionale il 16 maggio 1965 in un incontro valido per la qualificazione al Mondiale 1966, contro il Venezuela (vinse il Perù 1-0). Da allora disputò un totale di 105 match con la maglia peruviana, record superato solo da Roberto Palacios (116 partite).
Nel 1969 Chumpitaz, da capitano della Nazionale peruviana gioca contro l'Argentina per gli spareggi di qualificazione ai Mondiali del Messico del 1970. A Lima la partita finì 1-0,  nel ritorno a Buenos Aires il Perù pareggiò 2-2, qualificandosi per i Mondiali. Dopo, arrivò ai quarti di finale del Mondiali di Messico 1970, Chumpitaz segna su rigore il secondo gol del Perù contro la Bulgaria nella storica vittoria per 3-2.
Vinse da capitano la Copa América 1975 nella finale contro la Colombia per 1-0.
Con la Nazionale peruviana prese parte al Mondiali di Argentina 1978, arrivando al secondo turno.
Con la sua nazionale nel 1981 ha partecipato alle qualificazioni ai Campionato mondiale di calcio 1982, contro Colombia ed Uruguay. Al termine delle qualificazioni decide di lasciare la Nazionale, dedicandosi esclusivamente allo Sporting Cristal

## Palmarès

### Club
- Campionato peruviano: 8

Universitario: 1966, 1967, 1969, 1971, 1974
Sporting Cristal: 1979, 1980, 1983

### Nazionale
- Coppa America: 1

1975

### Individuale
- Miglior difensore del Sudamerica: 2

1969, 1971
- Migliori giocatori sudamericani del XX secolo: 35º posto[4]

2004
- Migliori difensori goleador: 32º posto[5]

2006
- Coppa América 1916-2005: Squadra All-Stars[6]

2007
- Coppa del Mondo 1958-2006: Squadra All-Stars del Sudamerica[7]

2008

### Videografia
- Federico Ferri, Federico Buffa, Storie Mondiali: Italia-Germania 4-3 (1970), Sky Sport, 2014.